# Leneged Einayim Ma'araviyot
Pour plus de détails, voir Fiche technique et Distribution.
Leneged Einayim Ma'araviyot (לנגד עיניים מערביות, littéralement « sous des yeux occidentaux ») est un film israélien réalisé par Joseph Pitchhadze, sorti en 1996.

## Synopsis
Un jeune homme part de Berlin pour l'enterrement de son père, démasqué comme espion russe, en Israël.

## Fiche technique
- Titre : Leneged Einayim Ma'araviyot
- Titre original : לנגד עיניים מערביות
- Réalisation : Joseph Pitchhadze
- Scénario : Joseph Pitchhadze
- Musique : Berry Sakharof
- Photographie : Shai Goldman
- Montage : Dov Steuer
- Production : Dubi Baruch et Joseph Pitchhadze
- Société de production : November Films
- Pays :  Israël
- Genre : Comédie dramatique, action, thriller et espionnage
- Durée : 95 minutes
- Dates de sortie : 
  -  Israël : 1996

## Distribution
- Yehuda Lazarovitch : Igor
- Liat Glick : Tom
- Gideon Shemer : Itzhak
- Giora Asaulov : Singer
- Fitcho Ben-Zur : Yoshua
- Carmel Betto : Carmi
- Ezra Kafri : Wolf
- Ludmila Loben : Liza
- Eyal Shehter : Gary Razumov
- Pavel Citronal : le père d'Igor
- Galina Swidansky : la mère d'Igor
- Amnon Fisher : l'acteur
- Yochanan Harison
- Ricardo Rojstaczer

## Distinctions
Le film a été présenté en sélection officielle en compétition lors de Berlinale 1997.